# Camillo Procaccini
Camillo Procaccini (Bologne, 1551 - Milan, 21 août 1629) est un peintre italien de la Renaissance tardive, le fils du peintre Ercole Procaccini il Vecchio et le frère aîné de Giulio Cesare et de Carlo Antonio, peintres également.

## Biographie
Camillo Procaccini appartient à une famille de peintres et, de sa ville natale, il part pour Milan en suivant son père auprès du comte Pirro Visconti Borromeo, qui lui confie les travaux de la décoration du célèbre nymphée de la Villa Borromeo Visconti de Lainate.
Parmi ses premières œuvres, dès 1587, on remarquera ses fresques dans la basilique San Prospero de Reggio d'Émilie.
Procaccini devient un artiste et un maître d'importance pour Milan (mais il est éclipsé par le talent plus fort de son frère Giulio Cesare), la Lombardie et, en particulier, pour l'Insubrie et, évidemment, pour le Tessin, une de ses composantes essentielles.
Son éclectisme intègre les influences émiliennes et romaines et il devient, dans l'éclosion et la propagation du baroque lombard, un guide pour tous le jeunes peintres qui fréquente son atelier comme Giovan Battista Discepoli où il déploie ses efforts pour l'application des principes catholiques de la Contre-Réforme en peinture. (Il a produit néanmoins des dessins à sujets mythologiques pour les connaisseurs milanais qui l'appréciaient).
À titre posthume, il est décrit comme le « Vasari de la Lombardie. » Il a eu notamment pour élève Lorenzo Franchi.

## Œuvres
- L'Adoration des bergers, retable de San Gregorio et San Siro, conservée à la Pinacothèque nationale de Bologne
- Le Jugement dernier, La Création d'Ève, Scènes de l'Apocalypse (1585-1587), basilique San Prospero de Reggio d'Émilie
- Le Couronnement de la Vierge, cathédrale de Plaisance
- Saint Sébastien, Saint Roch, Vie de saint François, Madona di Campagna et Plaisance
- Scènes de l'Ancien et du Nouveau Testament, Dôme de Milan
- Histoire de Joseph (1579-1602), sanctuaire de Rho
- Sainte Véronique (1605), Saint Jérôme (1616), L'Annonciation, chartreuse de Pavie
- l'Assomption de la B.V. Marie, église Sant'Alessandro de Milan
- Fresques de la nef et de l'abside de la cathédrale de Plaisance (avec Ludovico Carracci entre 1605 et 1609)
- Fresque de la voûte et du chœur de l'église dei Santi Paolo e Barnaba de à Milan (1625)
- Nativité, Sant'Alessandro en Zebedia de Milan, sur commission de Federico Borromeo
- Nativité, au Mont Sacré d'Orta (transférée dans l'église dei Santi Nicolao e Francesco al Monte, pour en préserver l'intégrité)
- Saint Charles Borromée pendant la peste, conservé à l'église paroissiale d'Orta
- Cycle de toiles, église San Francesco de Tortona, sur commission de Giustina Garofoli, évêque de Prospero Visconti, toiles conservées aujourd'hui à la Tour Garofoli
- Le Triomphe de Persée

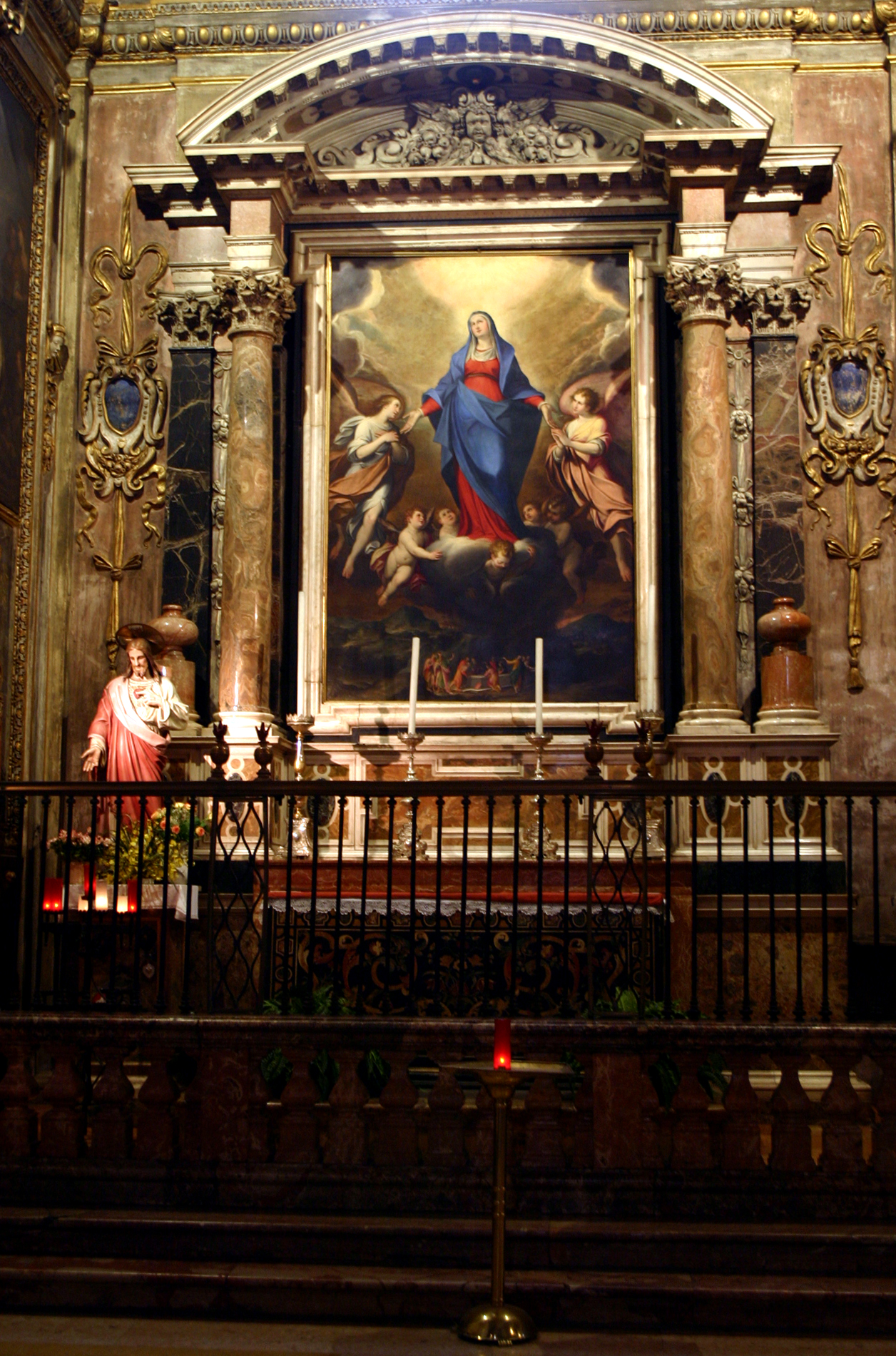
Assunzione di Maria, église Sant'Alessandro de Milan
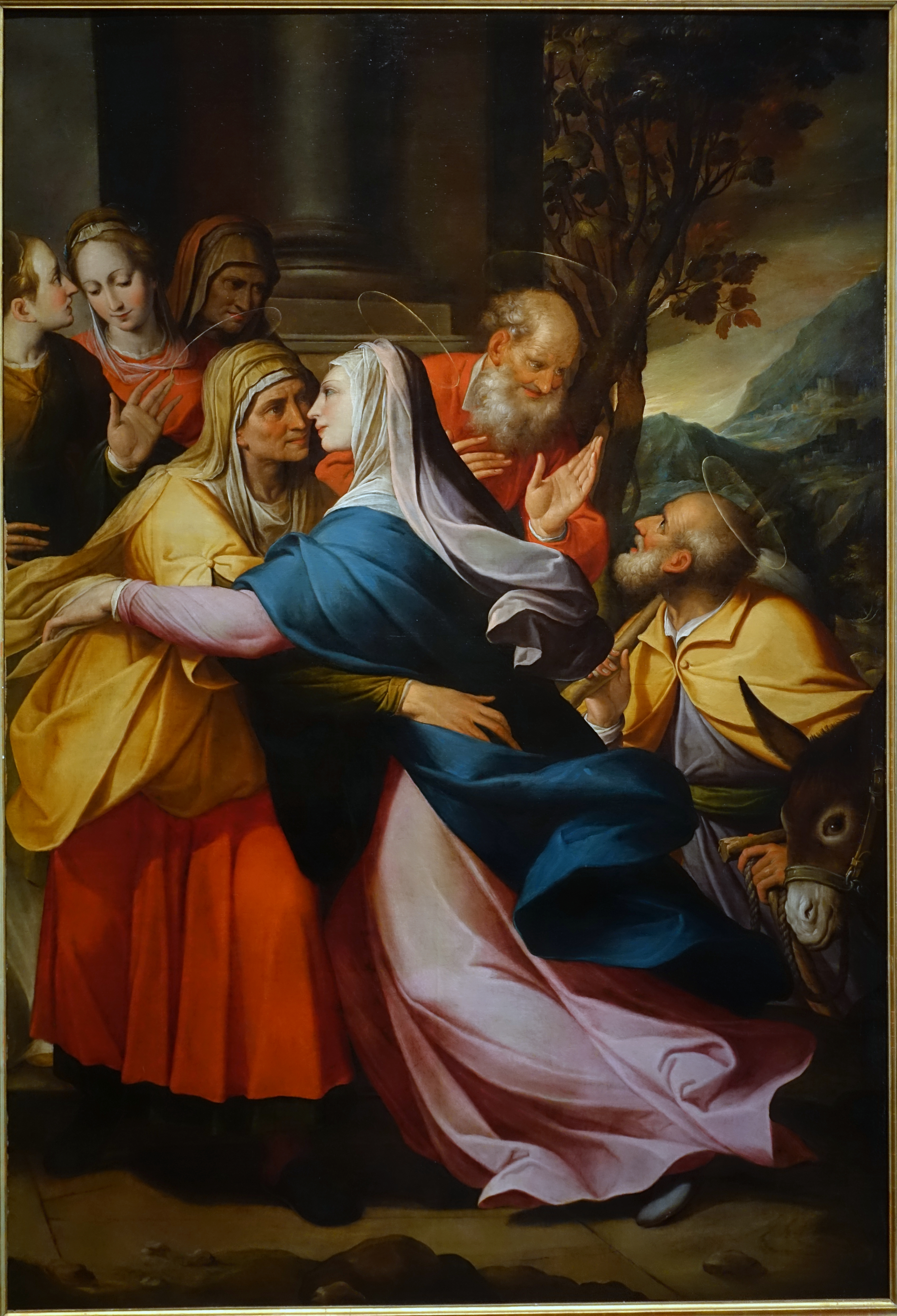
La Visitation (1602), Blanton Museum of Art (Austin, Texas)
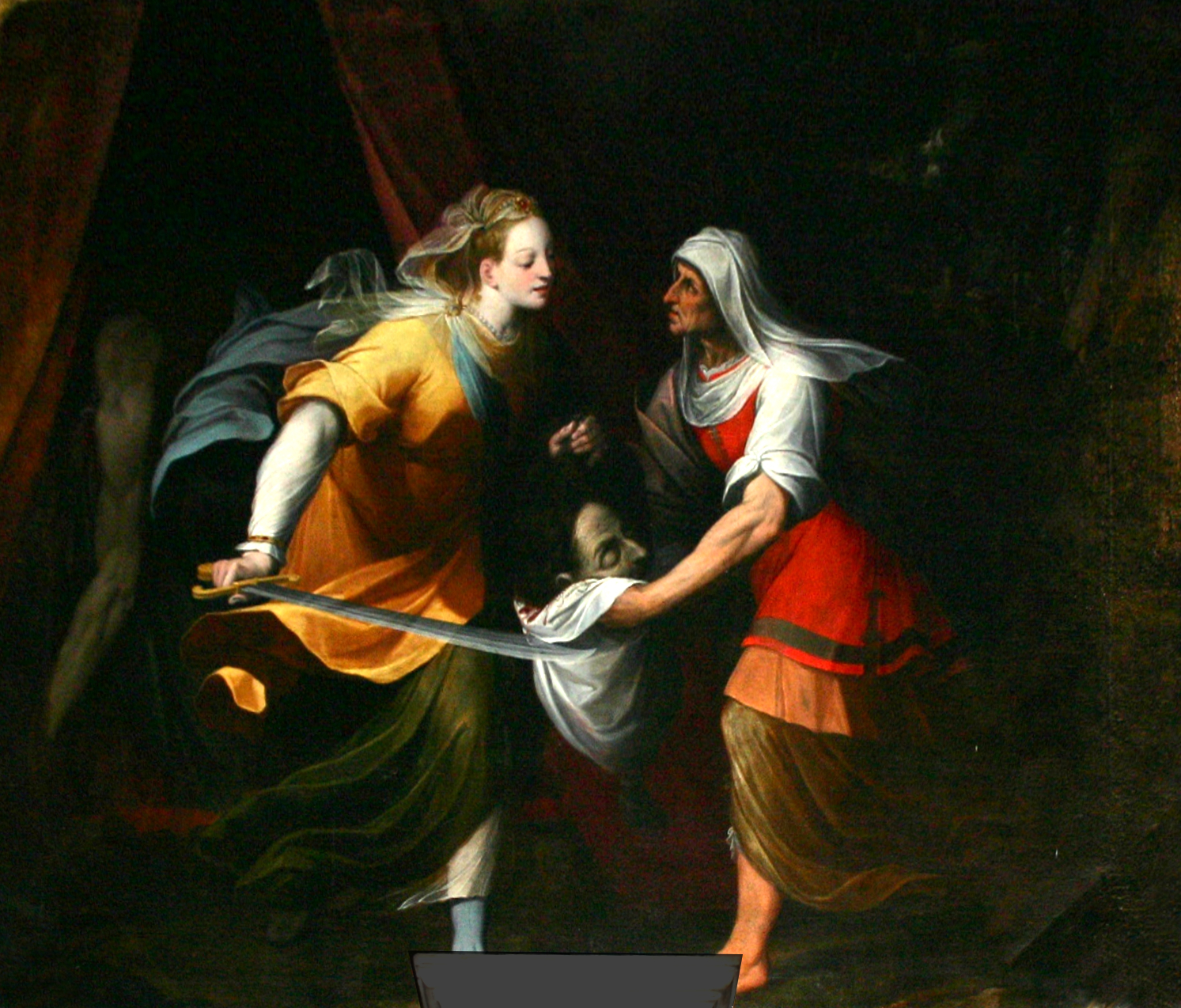
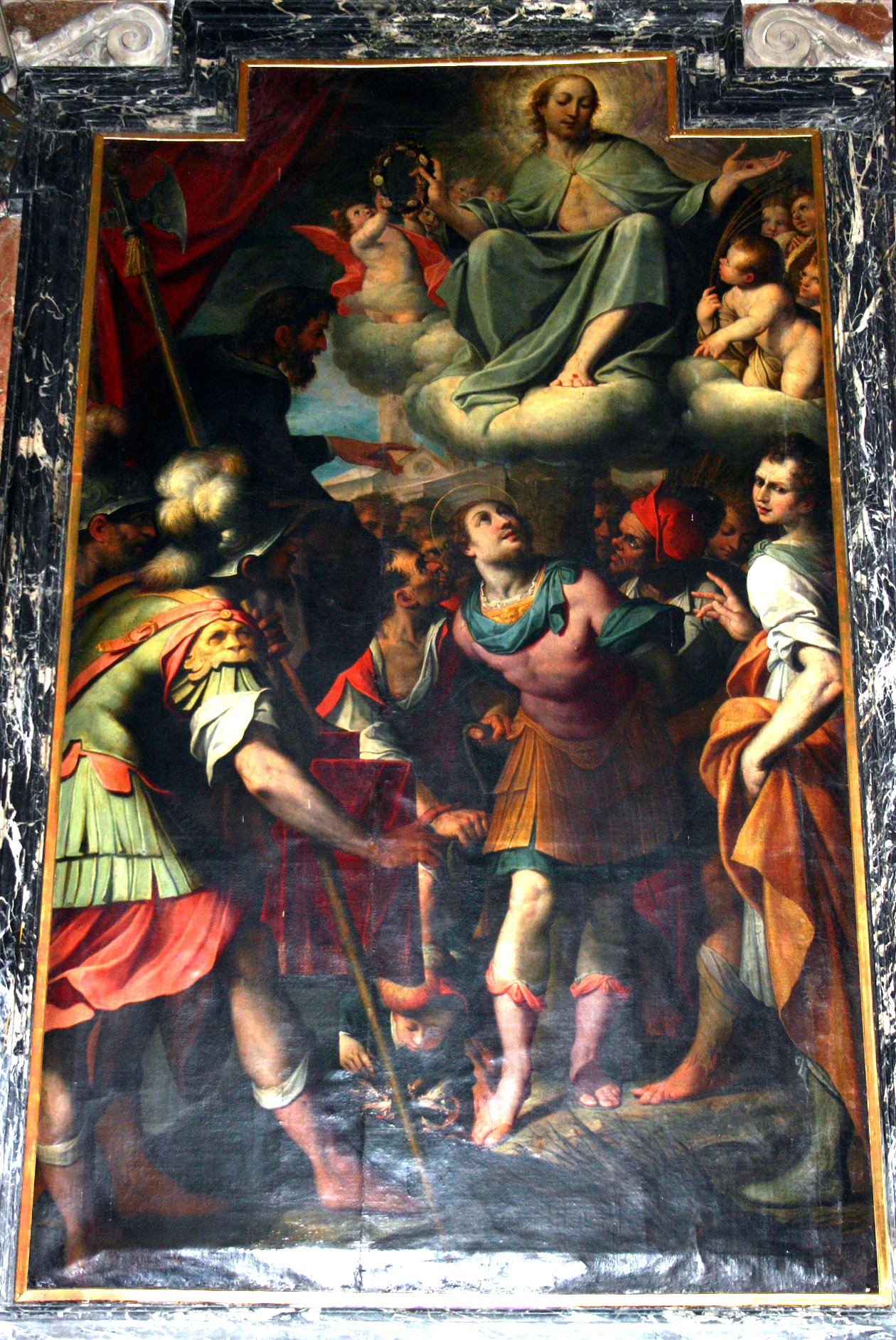
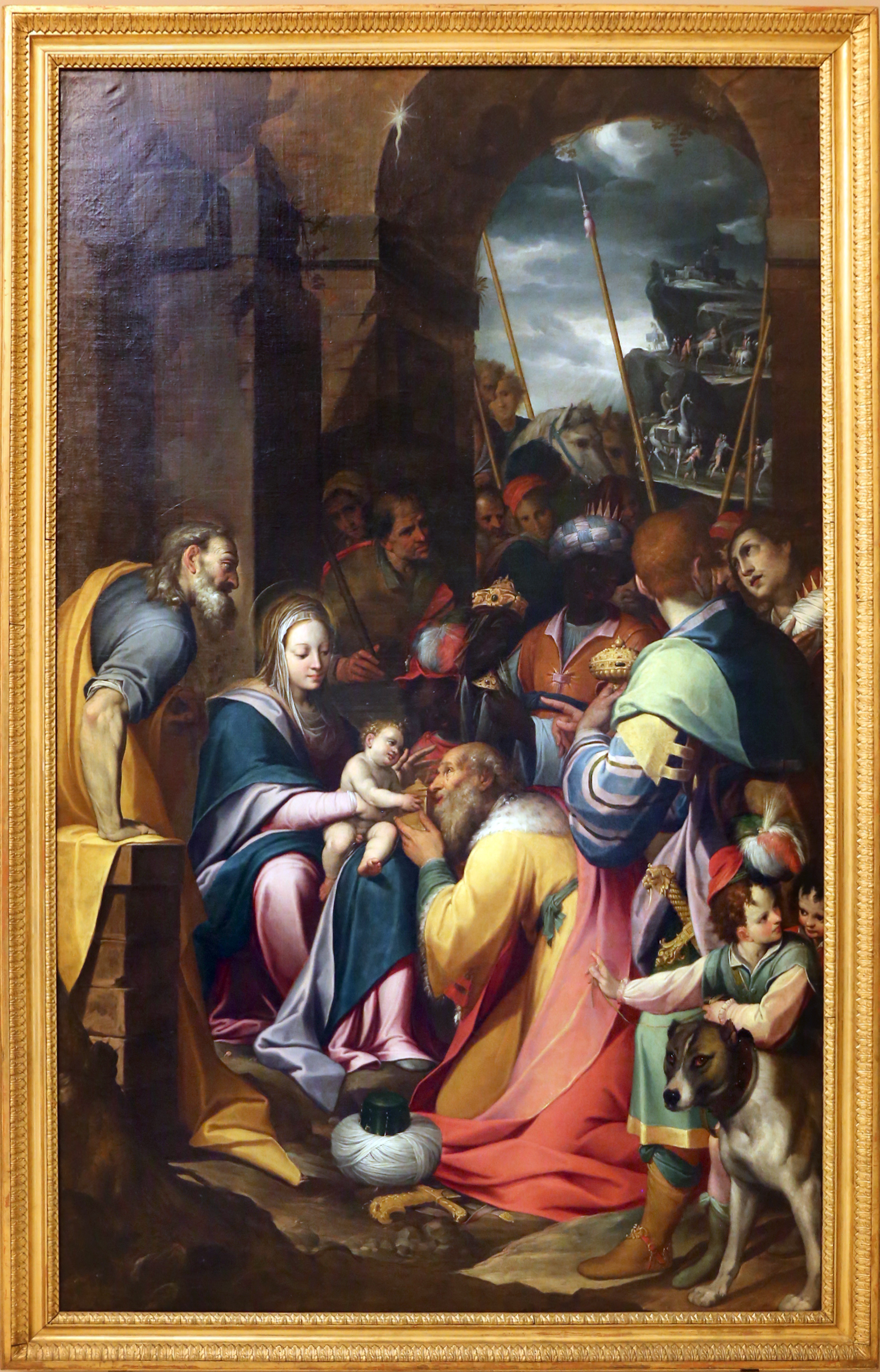